# Pfaffenberg (Solingen)
Pfaffenberg ist ein aus einer Hofschaft hervorgegangener Ortsteil in der bergischen Großstadt Solingen.

## Lage und Beschreibung
Pfaffenberg befindet sich im zentralen Süden des Solinger Stadtbezirks Burg/Höhscheid. Der Ort liegt abgelegen auf einer kleinen Hochfläche oberhalb der Wupper nördlich von Glüder, er ist über den Pfaffenberger Weg von der südlichen Solinger Innenstadt aus zu erreichen, an dessen Ende er liegt. Im Südwesten bildet der Fluss Wupper zudem die Stadtgrenze zu Leichlingen. Pfaffenberg, das seit der Nachkriegszeitangewachsen ist, ist bis heute von Wald- und teils Landwirtschaftsflächen umgeben. Die Hochfläche des Pfaffenbergs mit einer maximalen Höhe von 220 Metern über NHN wird von einigen Bächen in den Bertramsmühler Bach sowie in den Balkhauser Bach entwässert. Teils in Serpentinen geführte Wanderwege binden den Ort an das Tal der Wupper an.
Benachbarte Orte sind bzw. waren (von Nord nach West): III. Hästen, Petersmühle, Jagenberg, Strohn, Strohnerhöh, Glüder, Balkhauser Kotten und I. Balkhausen.

## Etymologie
Die Ortsbezeichnung wird als Berg der Pfaffen (= Geistlichen) gedeutet. Brangs verweist darauf, dass der Wald um die Hofschaft einst zum (kirchlichen) Solinger Wiedenhof gehörte, was den Ortsnamen erklären kann.

## Geschichte
Pfaffenberg ist seit dem 15. Jahrhundert nachgewiesen. Der Ortsname wird erstmals 1488 urkundlich als Pfaffenberg erwähnt. Der Bauernhof am Pfaffenberg war zehntfrei.:1 In dem Kartenwerk Topographia Ducatus Montani von Erich Philipp Ploennies, Blatt Amt Solingen, aus dem Jahre 1715 ist der Ort mit einer Hofstelle verzeichnet und als Pfaffenhusg benannt. Er wurde in den Registern der Honschaft Balkhausen innerhalb des Amtes Solingen geführt. Die Topographische Aufnahme der Rheinlande von 1824 verzeichnet den Ort als Pfaffenb. benannt, die Preußische Uraufnahme von 1844 verzeichnet ihn als Paffenberg benannt. In der Topographischen Karte des Regierungsbezirks Düsseldorf von 1871 ist der Ort als Paffenberg (sic) verzeichnet.
Nach Gründung der Mairien und späteren Bürgermeistereien Anfang des 19. Jahrhunderts gehörte der Ort zur Bürgermeisterei Dorp, die 1856 das Stadtrecht erhielt, und lag dort in der Flur V. Glüder. Die Bürgermeisterei beziehungsweise Stadt Dorp wurde nach Beschluss der Dorper Stadtverordneten zum 1. Januar 1889 mit der Stadt Solingen vereinigt. Damit wurde Pfaffenberg ein Ortsteil Solingens.
Bis heute liegt der Ort abgelegen innerhalb des Solinger Stadtgebietes und ist nur über den Pfaffenberger Weg aus zu erreichen. Seit der Nachkriegszeit ist die ursprüngliche Hofschaft jedoch angewachsen und baulich verdichtet worden.